# Susanna Foster
Susanna Foster (* 6. Dezember 1924 in Chicago, Illinois, als Susanna DeLee Flanders Larson; † 17. Januar 2009 in Englewood, New Jersey) war eine US-amerikanische Filmschauspielerin und Sängerin.

## Leben
Susanna Foster wuchs in Chicago und danach in Minneapolis auf, wo sie im Alter von fünf Jahren zu singen und Filmstars zu imitieren begann. Mit zwölf Jahren zog sie für ihre Gesangs- und Schauspielkarriere nach Hollywood. Aufgrund ihres Gesangstalentes erhielt sie in diesem Alter einen ersten Studiovertrag bei Metro-Goldwyn-Mayer. Das Studio arrangierte für sie auch Schauspielunterricht, doch kam Foster nie in einem MGM-Film zum Einsatz. Ihr Filmdebüt gab sie schließlich erst 1939 in dem Paramount-Film Dreivierteltakt am Broadway, in dem sie 14-jährig eine größere Nebenrolle hatte.
Schließlich wechselte sie Anfang der 1940er-Jahre zu Universal Pictures, wo sie erste Film-Hauptrollen erhielt und es in den folgenden Jahren zu erheblicher Bekanntheit brachte. Großen Erfolg hatte sie 1943 in der weiblichen Hauptrolle des Horrorfilms Das Phantom der Oper, in dem sie an der Seite von Claude Rains und Nelson Eddy die Opernsängerin Christine Dubois verkörperte. Sie drehte in den folgenden Jahren weitere Musicals mit Gesangseinlagen, aber mit The Climax auch noch einen weiteren Horrorfilm. Zeitweise wurde der als schön und talentiert beschriebenen Foster eine sehr große Hollywood-Karriere vorausgesagt. Doch stand sie bei Universal zumeist im Schatten der noch populäreren Deanna Durbin, die wie Foster Sopran sang. Auch lehnte die als eigensinnig geltende Foster im Laufe der Jahre einige vielversprechende Filmangebote ab.
1945 zog sie sich nach zwölf Filmen überraschend von der Leinwand zurück, um sich einer Karriere als Opern- und Musicalsängerin zu widmen. Universal finanzierte ihr, in der falschen Hoffnung, sie würde danach zum Studio zurückkehren, eine halbjährige Operntournee durch Europa. Sie erhielt dabei zusätzlichen Gesangsunterricht von Dusolina Giannini. 1948 heiratete Foster den damals prominenten Sänger und Schauspieler Wilbur Evans, mit dem sie zwei Söhne bekam und auch häufiger gemeinsam auf der Bühne stand. Die Ehe der beiden, die 1956 wieder geschieden wurde, galt als unglücklich und von beiderseitigen Suchtproblemen geplagt. Nach einigen noch relativ erfolgreichen Jahren mit Auftritten in Musicals (etwa South Pacific) und Operetten (darunter Victor Herberts Naughty Marietta) verblasste Fosters Name in den 1950er-Jahren zusehends und sie erhielt immer weniger Engagements.
In späteren Jahren musste Foster oft von Sozialhilfe leben, zumal sie selbst, ihre Mutter und ihre Schwestern Probleme mit Depressionen und Alkohol hatten. Eine ihrer beiden Söhne starb 1986 an einer Überdosis Drogen. Anfang der 1980er-Jahre lebte Foster zeitweise in einem Auto, ehe ein Filmfan ihr aushalf und ihr eine Wohnung zur Verfügung stellte. 47 Jahre nach ihrem bis dato letzten Film trat sie 1992 noch einmal vor die Kamera: für Detour, eine Neuverfilmung des Film noirs Umleitung. In späteren Jahren besuchte Foster häufiger Film-Conventions, etwa im Zusammenhang mit Phantom der Oper, und lebte ihre letzten Jahre in einem Pflegeheim an der Ostküste in der Nähe ihres Sohnes. Sie starb im Januar 2009 im Alter von 84 Jahren.

## Filmografie
- 1939: Dreivierteltakt am Broadway (The Great Victor Herbert)
- 1941: Zauber der Musik (The Hard-Boiled Canary)
- 1941: Glamour Boy
- 1942: Star Spangled Rhythm (Cameo-Auftritt)
- 1943: Phantom der Oper (Phantom of the Opera)
- 1943: Top Man
- 1944: Follow the Boys (Cameo-Auftritt)
- 1944: This Is the Life
- 1944: The Climax
- 1944: Bowery to Broadway
- 1945: Frisco Sal
- 1945: That Night with You
- 1992: Detour
- 2000: The Opera Ghost: A Phantom Unmasked (Dokumentarfilm, als Interviewpartnerin)